# Ladungsradius
Der Ladungsradius ist ein Maß für die Größe von zusammengesetzten Teilchen, insbesondere Atomkernen und Hadronen. Er beruht auf der räumlichen Ladungsverteilung der elektrischen Ladung, die wesentlich leichter zu messen ist als die Massenverteilung. Sofern nichts anderes angegeben wird, ist mit „Ladungsradius“ der mittlere quadratische Ladungsradius (englisch rms charge radius) gemeint.

## Definition
Atomkerne und zusammengesetzte subatomare Teilchen, wie z. B. Protonen, haben keinen scharfen Rand, sondern sind recht diffuse Gebilde. Zur Definition eines Radius geht man von der Verteilung der (Raum-)Ladungsdichte ρ aus, die sich vor allem durch Streuexperimente mit Elektronen messen lässt. Es gibt mehrere Definitionen für den hieraus abzuleitenden Radius. Die folgenden Definitionen beziehen sich auf Teilchen, die kugelförmig sind, was bei vielen Atomkernen nur näherungsweise der Fall ist.

### Mittlerer quadratischer Ladungsradius
Beim „mittleren quadratischen Ladungsradius“ oder „quadratisch gemittelten Ladungsradius“ (englisch root mean square [rms] charge radius) wird das Quadrat des Abstands vom Zentrum der Ladungsverteilung {\displaystyle r} mit der Ladungsdichte {\displaystyle \rho (r)} gewichtet und somit ein gewichtetes quadratisches Mittel erhalten:
{\displaystyle R={\sqrt {\langle r^{2}\rangle }}\quad } mit {\displaystyle \quad \langle r^{2}\rangle ={\frac {1}{Q}}\int r^{2}\rho ({\vec {r}})\,\mathrm {d} ^{3}{\vec {r}}={\frac {1}{Q}}\int r^{2}\rho (r)\,4\pi \,r^{2}\,\mathrm {d} r\,.}
Für das Neutron ist {\displaystyle \langle r^{2}\rangle } nicht Null, sondern ein kleiner, negativer Wert (man normiert hier mit Q = +1e). Zwar ist das Neutron elektrisch neutral, aber zur Mitte hin überwiegt die positive Ladung und nach außen die negative. In diesem Fall gibt man nicht den Wert von R an (er wäre eine imaginäre Zahl), sondern den Wert von {\displaystyle \langle r^{2}\rangle }.

### Halbwertsradius
Der Halbwertsradius R1/2 ist der Radius, bei dem die Dichte im Vergleich mit dem Zentrum auf die Hälfte abgefallen ist:
{\displaystyle \rho (R_{1/2})={\frac {1}{2}}\rho (0)}
Diese Definition findet bei Atomkernen Verwendung. Bei größeren Atomkernen ist die Masse- und Ladungsdichte vom Zentrum bis zu einem gewissen Radius konstant und fällt dann relativ steil ab, wobei die Dicke dieses Übergangsbereichs für alle Massenzahlen fast gleich ist. Der Halbwertsradius ist ungefähr proportional zur dritten Wurzel der Massenzahl.

### Äquivalenter Radius einer homogen geladenen Kugel
Für eine homogen geladene Kugel mit dem Radius Re (also scharfem Rand) gilt {\textstyle \langle r^{2}\rangle ={\frac {3}{5}}R_{e}^{2}}. Daraus ergibt sich
{\displaystyle R_{e}={\sqrt {{\frac {5}{3}}\langle r^{2}\rangle }}}.

## Messung
| p  | R =    | 0,8409(4)   | fm  | [ 1 ] |
| n  | ⟨r2⟩ = | −0,1155(17) | fm2 | [ 2 ] |
| d  | R =    | 2,12799(74) | fm  | [ 3 ] |
| π± | R =    | 0,659(4)0   | fm  | [ 4 ] |
| K+ | R =    | 0,560(31)   | fm  | [ 5 ] |
| K0 | ⟨r2⟩ = | −0,077(10)  | fm2 | [ 5 ] |

Die beiden wichtigsten Methoden zur Bestimmung des Ladungsradius sind Streuexperimente und Spektroskopie gebundener Zustände.

### Streuung
Bei Streuexperimenten verwendet man üblicherweise Strahlen von Elektronen. Elektronen unterliegen der elektromagnetischen Wechselwirkung, nicht aber der in diesem Fall störenden starken Wechselwirkung, und werden von der Ladungsverteilung des beschossenen Objekts direkt beeinflusst. Überdies sind sie leicht zu erzeugen und punktförmig. Man misst die Abhängigkeit der Streuwahrscheinlichkeit vom Impulsübertrag q und vergleicht sie mit dem Wert, den man erhielte, wenn das Zielobjekt punktförmig wäre. Das Verhältnis beider Werte wird als Formfaktor {\displaystyle F(q)} bezeichnet. Für eine kugelsymmetrische Ladungsverteilung ist er durch
{\displaystyle F(q)={\frac {4\pi }{Q}}\int \operatorname {si} {\frac {qr}{\hbar }}\rho (r)\,r^{2}\,\mathrm {d} r={\frac {4\pi }{Q}}\int \left(1-{\frac {(qr)^{2}}{6\hbar ^{2}}}+{\mathcal {O}}(qr)^{4}\right)\rho (r)\,r^{2}\mathrm {d} r}
gegeben, wobei {\textstyle \operatorname {si} } der Kardinalsinus ist und {\textstyle {\mathcal {O}}(qr)^{4}} für Terme vierter und höherer Ordnung in der Taylorreihenentwicklung steht. Aus {\displaystyle \textstyle 4\pi \int \rho (r)r^{2}\,\mathrm {d} r=Q} folgt
{\displaystyle F(q)=1-{\frac {q^{2}}{6\hbar ^{2}}}\langle r^{2}\rangle +{\mathcal {O}}(q^{4})\,}.
Aus dem Verlauf des Formfaktors kann der Ladungsradius durch
{\displaystyle \langle r^{2}\rangle =-6\hbar ^{2}\left.{\frac {\mathrm {d} F}{\mathrm {d} q^{2}}}\right|_{q^{2}=0}}
berechnet werden.
Um den Ladungsradius von Teilchen wie Neutronen, Pionen oder Kaonen zu bestimmen, die man nicht als Target darstellen kann, führt man das Streuexperiment umgekehrt durch: Man erzeugt einen Strahl dieser Teilchen und lässt sie mit den Elektronen in einem ruhenden Target wechselwirken.

### Spektroskopie
Eine weitere Möglichkeit besteht in der atomaren Spektroskopie, die man insbesondere für die Vermessung des Protons verwendet. Das Proton ist im Vergleich zum gesamten Wasserstoffatom winzig, trotzdem hat seine räumliche Ausdehnung einen Einfluss auf die atomaren Energieniveaus.
Für Präzisionsmessungen verwendet man myonischen Wasserstoff, in dem das Elektron durch ein 207-mal schwereres Myon ersetzt ist. Der Atomradius ist proportional zu {\textstyle m_{\mathrm {e} ,\mu }^{-1}} und demnach um diesen Faktor kleiner; die Auswirkung der räumlichen Ausdehnung des Protons ist proportional zu {\textstyle m_{\mathrm {e} ,\mu }^{3}}. Trotzdem ist der Effekt klein (im Übergang 2p1/2−2s1/2: 3,7 meV) verglichen mit anderen (Lamb-Verschiebung und Hyperfeinstruktur: 206 meV). Daher sind komplizierte quantenelektrodynamische Rechnungen erforderlich (siehe Uehling-Effekt).
Unterschiede im Ladungsradius von Isotopen schwererer Atome kann man durch optische Spektroskopie (optical isotope shift – OIS) und in der charakteristischen Röntgenstrahlung (Kα isotope shift – KIS) beobachten.